# London - Surrey Classic
La London - Surrey Classic, anche nota come RideLondon-Surrey Classic, è stata una corsa in linea di ciclismo su strada maschile che si svolgeva a Londra, nel Regno Unito, ogni anno nel mese di agosto. Dal 2011 al 2016 fece parte del circuito UCI Europe Tour come gara di classe 1.HC (1.2 nel 2011, 1.1 nel 2013), mentre dal 2017 al 2019 fu inserita nel calendario UCI World Tour come gara di classe 1.UWT.
Nel 2012 non si corse: sullo stesso percorso nello stesso anno si svolse, infatti, la prova in linea dei Giochi olimpici di Londra, vinta dal kazako Aleksandr Vinokurov davanti al colombiano Rigoberto Urán e al norvegese Alexander Kristoff.
A causa della pandemia di COVID-19 la corsa non si è tenuta né nel 2020 né nel 2021. A seguito del mancato supporto del Surrey County Council, la gara è stata sostituita da una corsa a tappe femminile (RideLondon Classique).

## Albo d'oro
Aggiornato all'edizione 2019.
| Anno                        | Vincitore                   | Secondo                     | Terzo                       |
| London-Surrey Cycle Classic | London-Surrey Cycle Classic | London-Surrey Cycle Classic | London-Surrey Cycle Classic |
| --------------------------- | --------------------------- | --------------------------- | --------------------------- |
| 2011                        | Mark Cavendish              | Sacha Modolo                | Samuel Dumoulin             |
| 2012                        | Non disputata               | Non disputata               | Non disputata               |
| RideLondon-Surrey Classic   |                             |                             |                             |
| 2013                        | Arnaud Démare               | Sacha Modolo                | Yannick Martinez            |
| 2014                        | Adam Blythe                 | Ben Swift                   | Julian Alaphilippe          |
| 2015                        | Jempy Drucker               | Mike Teunissen              | Ben Swift                   |
| 2016                        | Tom Boonen                  | Mark Renshaw                | Michael Matthews            |
| 2017                        | Alexander Kristoff          | Magnus Cort Nielsen         | Michael Matthews            |
| 2018                        | Pascal Ackermann            | Elia Viviani                | Giacomo Nizzolo             |
| 2019                        | Elia Viviani                | Sam Bennett                 | Michael Mørkøv              |

## Statistiche

### Vittorie per nazione
Aggiornato all'edizione 2019.
| Pos. | Nazione       | Vittorie |
| ---- | ------------- | -------- |
| 1    | Gran Bretagna | 2        |
| 2    | Francia       | 1        |
| 2    | Lussemburgo   | 1        |
| 2    | Belgio        | 1        |
| 2    | Norvegia      | 1        |
| 2    | Germania      | 1        |
| 2    | Italia        | 1        |